# 黎官講
黎官講（1932年6月28日—），越南共和國外交官，曾任越南共和國外交部副部長、越南共和國駐新加坡總領事等職務。

## 生平
1932年6月28日（一說8月20日），黎官講出生於越南堤岸。
1956年，黎官講畢業於政治學院（Instituts d'Etudes Politiques），1958年畢業於巴黎大學高等國際關係學院（Institut des hautes études internationales）。
1961年，任外交部新聞處處長。1961年至1964年，任越南共和國駐菲律賓大使館二等祕書。1964年至1965年，先後擔任越南共和國駐日本大使館二等祕書和一等祕書。1965年至1968年，任越南共和國外交部辦公廳主任。
1973年，原新聞部長張寶殿接替黎官講的總領事一職。同年5月，黎官講被任命爲越南共和國駐法國大使館臨時代辦，接替范登林大使。

## 個人生活
黎官講已婚，育有至少三個子女。